# Il maglione giallo
Il maglione giallo (Le chandail jaune) è un dipinto a olio su tela (81x65 cm) realizzato nel 1939 dal pittore spagnolo Pablo Picasso: la donna ritratta è Dora Maar, amante dell'artista.
L'opera apparteneva alla celebre collezione di Berggruen, un mercante d'arte berlinese che nel 1936 lasciò la Germania nazista per rifugiarsi negli Stati Uniti. Tornato in Europa alla fine della Seconda guerra mondiale, aprì una galleria d'arte a Parigi, in seguito per dieci anni l'affidò alla città di Berlino, dopo averla prestata a Londra. .
Picasso usa qui la tecnica della ragnatela solo nel maglione di Dora, il resto del quadro è, invece, disegnato con notevole precisione.